# Hirschsteine

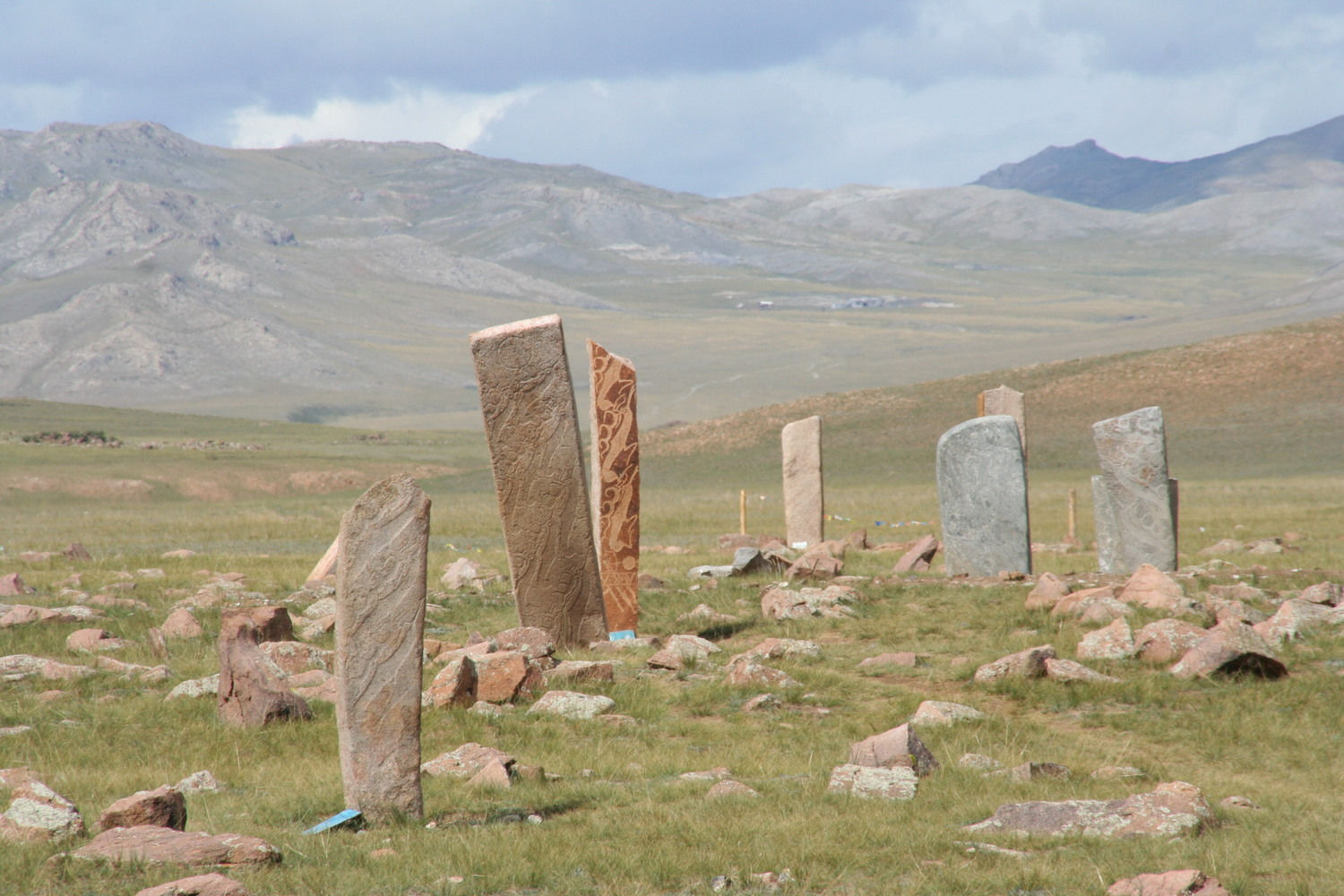
Hirschsteine im Norden der Mongolei (bei Mörön)

Hirschsteine (englisch deer stones; von Einheimischen in Russland als olennye kamni bezeichnet, von Mongolen als khirigsuur) sind mit Hirschfiguren, Schmuck, Gürteln und Werkzeugen verzierte Steinstelen von ca. 0,5 bis 3 m Höhe in der Sayan-Altai Region von Russland, der Mongolei und Xinjiang in Nordchina. Ihren Namen erhielten die um etwa 1000 v. Chr. von bronzezeitlichen Nomaden errichteten Steine von den darauf abgebildeten fliegenden Hirschen. Bisher wurden über 900 dieser Steine entdeckt, davon alleine 700 in der Mongolei.
Die Hirschsteine werden in drei Kategorien eingeteilt:
- den westasiatisch-europäischen Typ
- den Sayan-Altai-Typ
- den klassisch mongolischen Typ, der älteste und kunstvollste.

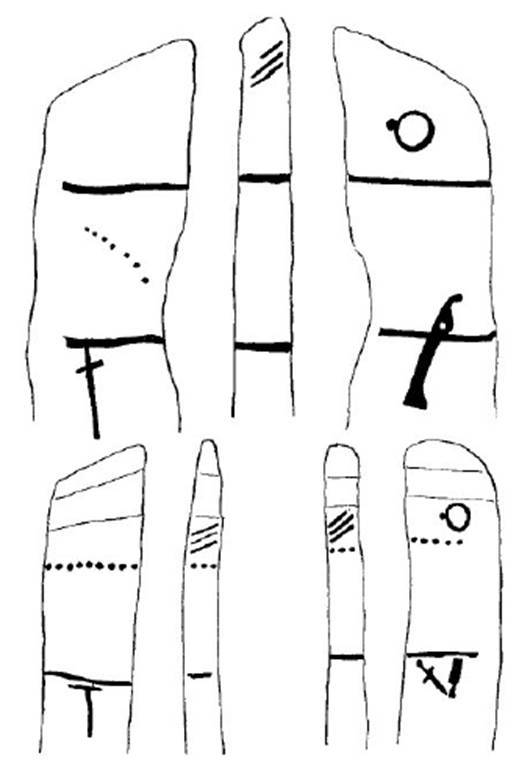
Westasiatisch-Europäisch
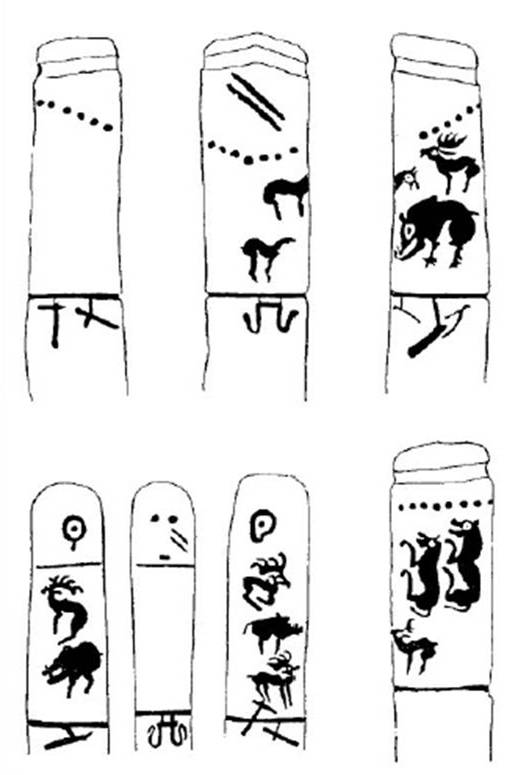
Sayan-Altai
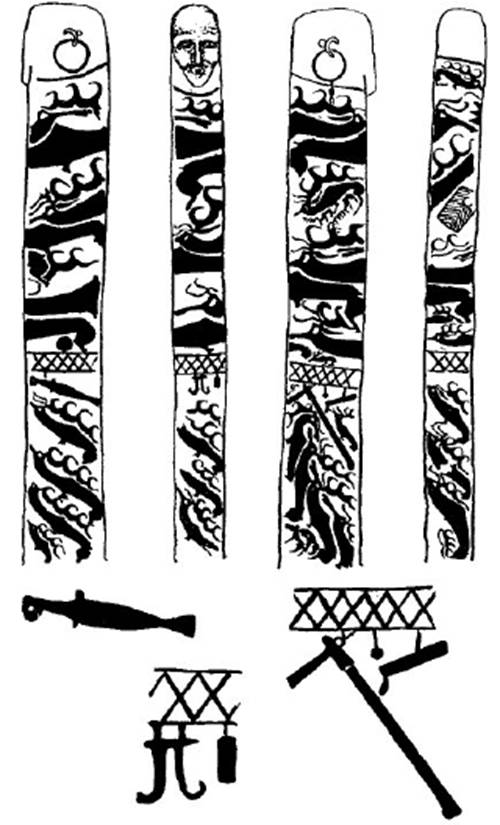
Klassisch Mongolisch
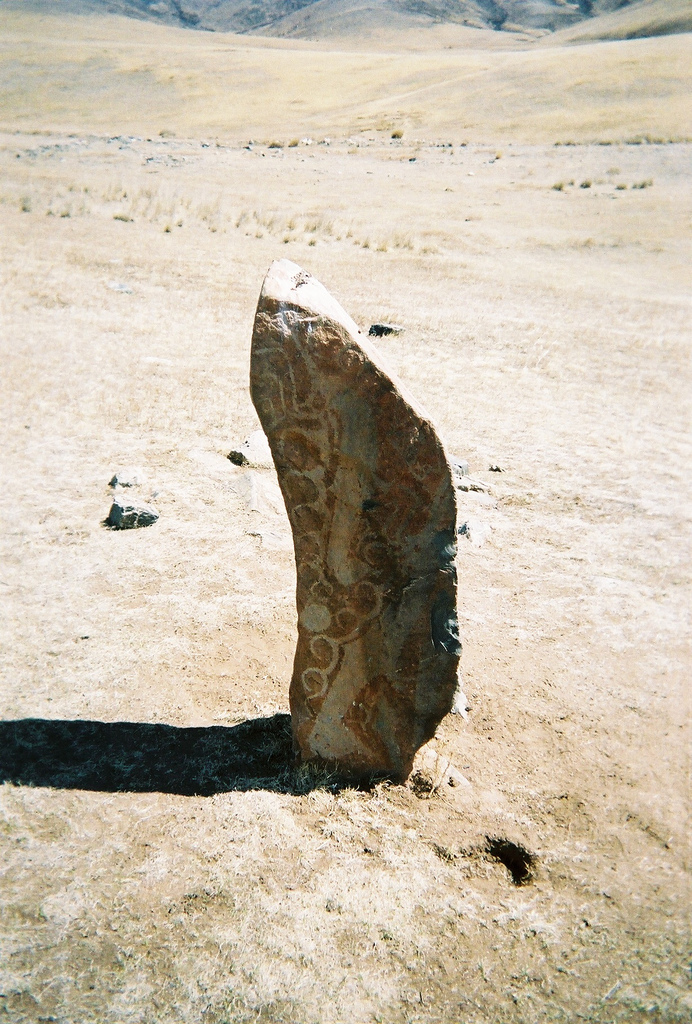
Mongolisch
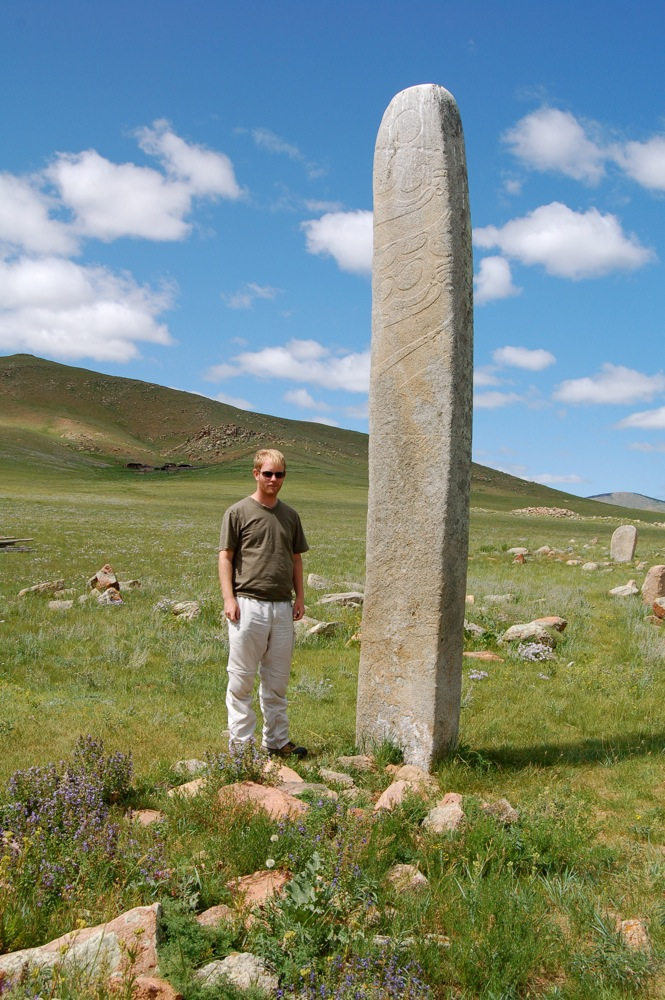
Der größte in Asien

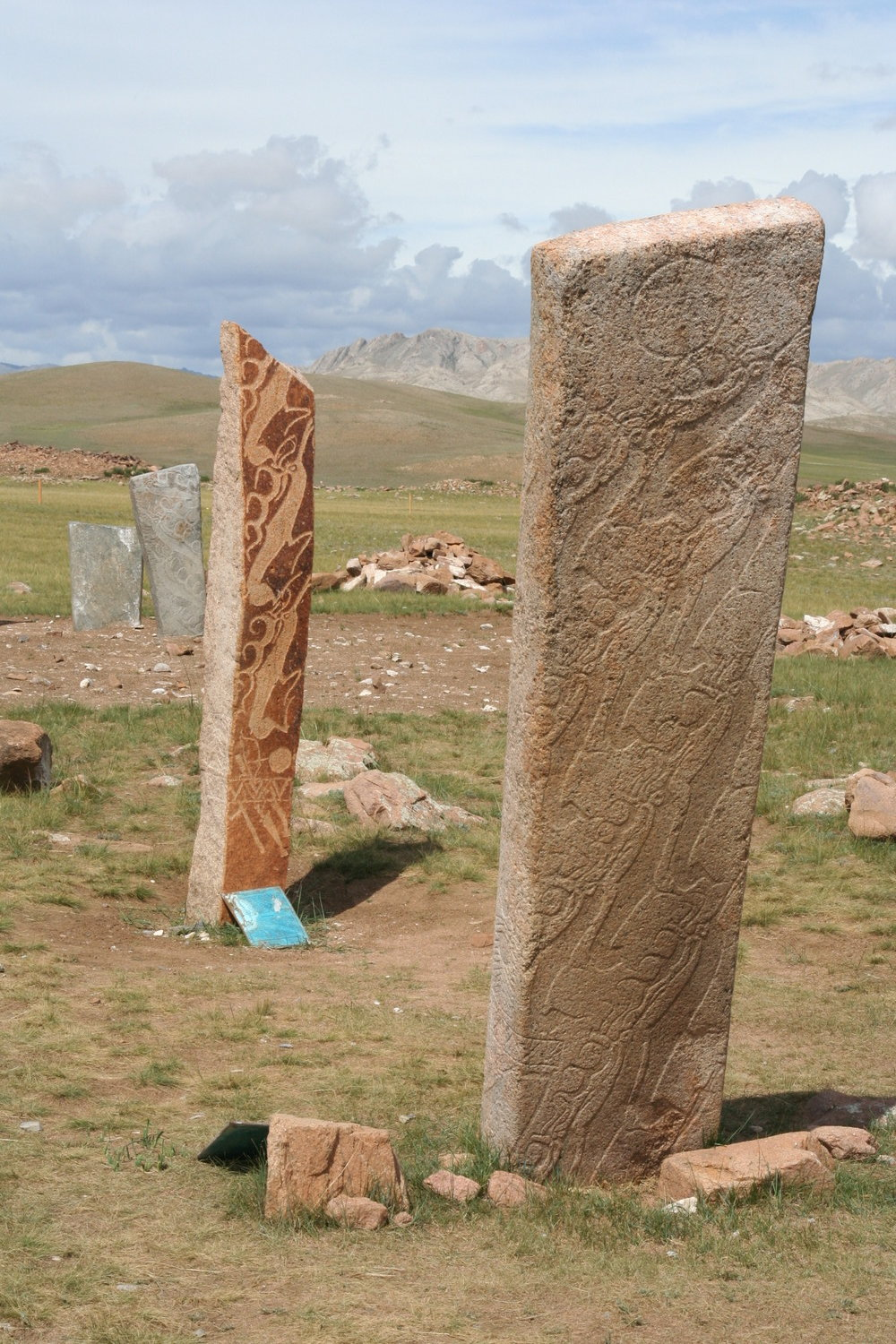
Hirschsteine im Norden der Mongolei (bei Mörön)

Im Rahmen des Mongolian-Smithsonian Deer Stone Project untersuchten mongolische Archäologen 15 Steine mit Hilfe von 3D-Scannern. Inzwischen wurden auch einige der darunter liegenden Gräber ausgegraben, bei denen man skythische Einflüsse feststellte, die vermutlich am Übergang der Andronovo-Kultur zu den späteren Xiongnu, einem skythisch-asiatischen Reitervolk, zu positionieren sind.
Die Wurzeln der Hirschsteine liegen wohl in der in Eurasien verbreiteten Tradition, Steine (teilweise auch auf Hügelgräbern) aufzurichten.
Weitere Anknüpfungspunkte der Bilderwelt finden sich vom Fluss Kuban in Russland über den Südlichen Bug in der Ukraine, die Dobrudscha in Bulgarien bis hinauf zur Elbe in Tschechien und Deutschland. Hirsche oder Rentiere sind zentrale Figuren im eurasischen Schamanismus. So zeigen auch mesolithische Sammler und Jäger deutlich schamanistische Praktiken, die in verschiedenen Gräbern Nordeuropas durch Beigaben von Hirschgeweihen, aber auch durch die Verehrung von Hirschgöttern sowie Felszeichnungen zum Ausdruck kommen.
Der Tumuluskomplex und die Hirschsteine von Sanhaizi (bzw. Shiebar-kul) (Sanhaizi muzang ji lushi 三海子墓葬及鹿石) im Kreis Qinggil (青河县) in Xinjiang stehen seit 2001 auf der Liste der Denkmäler der Volksrepublik China (5-188).
In Xinjiang sind sie außerdem in den Kreisen Koktokay, (Altay), Jeminay, Mongolküre (Ili), Arixang (Bortala), Jimsar (Changji) und anderen Orten anzutreffen.